# Mylabris quadripunctata
Mylabris quadripunctata is een kever uit de familie oliekevers (Meloidae). 

## Beschrijving
De 13 tot 16 millimeter lange kever is te herkennen aan de oranje tot felrode dekschilden, de rest van het lijf is zwart. De kop en het borststuk zijn kraal-achtig en de twee tasters zijn duidelijk gesegmenteerd, de uiteinden zijn breder. De naam quadripunctata betekent 'vier punten', en is te danken aan de twee grote zwarte vlekken op ongeveer het midden van het achterlijf en twee kleinere aan de voorzijde. Ook links en rechts van de kleine vlekken zijn twee vlekjes te zien en soms zijn de vlekken vergroeid. De achterlijfspunt is zwart en over het hele lichaam is een fijne, zwarte beharing aanwezig.

## Algemeen
Mylabris quadripunctata komt voor langs het Middellandse Zeegebied tot in Turkije, en is in veel streken nog zeer algemeen. De volwassen kever leeft van bloemdelen en nectar en is te zien in bloemrijke terreinen zoals grasvelden. De ontwikkeling van het nageslacht is afhankelijk van sprinkhanen. Deze zetten de eitjes af in een holletje onder de grond, waarna de vrouwelijke kever deze holletjes opzoekt en een eitje afzet. De uitgekomen larve ziet eruit als een bruine worm met pootjes en zoekt de sprinkhanen-eitjes op. Deze worden opgegeten tot de larve voldoende gegroeid is om te verpoppen. Na enige tijd kruipt de volwassen kever uit de grond, die van juni tot oktober te zien is.